# Skippies
Skippies est un groupe de grunge français, originaire de Rennes, en Bretagne. Le groupe, formé en 1990 et séparé en 1998, compte deux albums : World Up, sorti en 1993 (New Rose) et Massive and 14 Other Songs (1995).

## Biographie
Les Skippies se forment à Rennes, en Bretagne, en 1990. Leur nom est un hommage à la scène punk australienne (The Saints, Radio Birdman, entre autres) Six mois après, ils participent aux Transmusicales de Rennes, puis une seconde fois d'affilée en 1991, lors de ce deuxième passage au festival breton un journaliste anglais du New Musical Express écrit sur les Skippies : « c'est le seul groupe français que j'aime depuis Les Thugs ».
En 1992 le groupe rennais, malgré des contacts avec Sony signe sur le label indépendant New Rose qui les emmène à Londres enregistrer leur premier album World Up, avec Harvey Birrell, producteur de Therapy?. L'album, bien que de manière confidentielle est distribué en Italie, en Allemagne, au Japon et en Australie. En 1994, le groupe sort l'EP, Care sur lequel figure une reprise de Can't Stand Losing You du groupe The Police. Les Skippies signent ensuite chez les Productions du Fer, et partent en novembre 1994 enregistrer à New York, avec Martin Bisi (Sonic Youth, Unsane, Helmet...) leur deuxième album, Massive, qui sort au printemps 1995. Une tournée internationale en Italie, Pays-Bas, Belgique et en France avec Sloy suit la sortie de l'album. 
Au printemps 1996, l'EP, Roll, sort dans les bacs, le groupe enchaîne avec une dernière tournée, donne son dernier concert au Café de la danse à Paris en 1997 puis se sépare. Certains membres du groupe continuent sous le nom de Bikini Machine à partir de 1999.
En 2015, le label Nineteen Something (formé par Éric Sourice des Thugs) réédite les deux albums du groupe. 

## Membres
- Frédéric Gransard — chant (1990—1998)[1]
- Patrick Sourimant — chant, basse (1990—1998)[1]
- Fred Desille — guitare (1990—1998)[1]
- François Pannier — guitare (1990—1992)[1]
- Mik Prima — guitare (1992—1998)[1]
- Philippe Lorand — batterie (1990—1998)[1]

## Discographie

### Albums studio
- 1993 : World Up (New Rose)
- 1995 : Massive and 14 Other Songs (Les Productions du Fer)

### EP
- 1994 : Care (New Rose)
- 1996 : Roll (Les Productions du Fer)